# 石井菜摘
石井 菜摘（いしい なつみ、1998年5月20日 - ）は、栃木県出身の元女子競輪選手。日本競輪選手会栃木支部所属、ホームバンクは宇都宮競輪場。日本競輪学校（当時。以下、競輪学校）第114期生。師匠は山口貴弘（84期）。現姓、橋本。

## 経歴
中学2年のときにテレビでガールズケイリンを見て興味を持ち、ガールズサマーキャンプに参加。競輪選手を志し、作新学院高等学校進学後は自転車部に入部し2016年インターハイ女子ケイリン5位となるなど実績を挙げた。
2017年1月12日、競輪学校第114回技能試験に合格。在校競走成績は8位（6勝）。
2018年7月2日、大宮競輪場でデビューし6着。初勝利は同年8月21日の伊東温泉競輪場で挙げた。
2019年11月22日引退。
2020年3月、競輪学校同期であった橋本瑠偉（113期）と入籍した。2021年1月6日に第一子を出産。